# Публий Элий Адриан Афр
Публий Элий Адриан Афр (лат. Publius Aelius Hadrianus Afer; ум. около 85/86 года) — видный римский сенатор и военный испанского происхождения, живший в I веке. Отец императора Адриана и двоюродный брат императора Траяна.
Родился и вырос в городе Италика (недалеко от современной Севильи, Испания) в римской провинции Бетика. Происходил из уважаемого и богатого преторианского рода. Отец — сенатор Публий Элий Адриан Маруллин, мать — знатная римлянка Ульпия. Дядя по материнской линии — римский генерал и сенатор Марк Ульпий Траян Старший, отец Ульпии Марцианы и императора Траяна.
Получил прозвище Афр, которой на латыни означает африканец, благодаря выдающейся службы в Мавритании. Адриан Афр женился на Домиции Паулине, из уважаемого испанского сенаторского рода из Гадеса (современный Кадис, Испания). В браке родились Элия Домиция Паулина (75—130) и будущий император Публий Элий Адриан (76—138). Афр и его жена скончались в 85 или 86 году, достигнув преторианского ранга. Дети были отданы под опеку Траяна и римского офицера Публия Ацилия Аттиана.